# The Kissing Bandit
The Kissing Bandit, también conocida en español como Me besó un bandido, es una película estadounidense de 1948 dirigida por László Benedek y protagonizada por Frank Sinatra y Kathryn Grayson.

## Elenco
Frank Sinatra	 ...	
Ricardo

Kathryn Grayson	 ...	
Teresa

J. Carrol Naish	 ...	
Chico

Mildred Natwick	 ...	
Isabella

Mikhail Rasumny	 ...	
Don José

Billy Gilbert	 ...	
General Felipe Toro

Sono Osato	 ...	
Bianca

Clinton Sundberg	 ...	
Coronel Gómez

Carleton G. Young	 ...	
Conde Ricardo Belmonte

Ricardo Montalbán	 ...	
Fiesta Specialty Dancer

Ann Miller	 ...	
Fiesta Specialty Dancer

Cyd Charisse	 ...	
Fiesta Specialty Dancer

Edna Skinner	 ...	
Juanita

Vicente Gómez	 ...	
Guitarrista mexicano
- Datos: Q3793023